# Julien Delbecque
Julien Prosper Delbecque (Harelbeke, 1º settembre 1903 – Courtrai, 22 ottobre 1977) è stato un ciclista su strada e pistard belga, vinse il Giro delle Fiandre 1925 e la Parigi-Roubaix nel 1926.
Specialista delle corse del nord europa ottenne, nella sua carriera, podi e piazzamenti nelle principali gare della sua epoca, come la Bordeaux-Parigi (secondo nel 1926, quarto nel 1927), la Parigi-Tours (quinto nel 1926 e 1927), il Giro di Colonia (terzo nel 1928), e il Giro del Belgio. 
Fu due volte vicecampione del Belgio (1926 e 1927).
Nelle gare su pista concluse al terzo posto le Sei giorni di Bruxelles e di Gand nel 1924.

## Palmarès
- 1925

Giro delle Fiandre
Parigi-Longwy
3ª tappa Critérium du Midi
- 1926

Parigi-Roubaix
Circuit de Champagne
3ª tappa Vuelta al País Vasco
- 1927

Circuit de Champagne
- 1928

Omloop der Leiestreek - Circuit des Régions de la Lys
Omloop der Gullegem

## Piazzamenti

### Grandi Giri
- Tour de France

1929: ritirato (14ª tappa)

### Classiche monumento
- Giro delle Fiandre

1925: vincitore
1926: 4º
1929: 10º
1931: 23º
- Parigi-Roubaix

1925: 7º
1926: vincitore
1927: 4º